# مقاطعة جيراقجي
مقاطعة جيراقجي هي مقاطعة في ولاية قشقداريا في أوزبكستان، ومركزها مدينة جيراقجي.